# USB-nøgle
 For alternative betydninger, se USB (flertydig). (Se også artikler, som begynder med USB)
En USB-nøgle (eller USB-stik) er (ofte) en lille aflang flash lagerenhed. På en USB-nøgle kan man opbevare alle slags data, fra dokumenter til systemfiler. Man kan i dag købe en USB-nøgle med mange forskellige størrelser (dermed menes opbevaringsplads i MB og GB). 2019 findes størrelser op til 1024 GB (1 TB).
Brugen af USB-nøgler har i høj grad afløst brugen af disketter, da der kan opbevares væsentlig større datamængder på en USB-nøgle end på de mest almindelige disketter på 1,44 MB. Samtidig er det blevet almindeligt, at bærbare computere ikke er udstyret med diskettedrev men med USB-porte i stedet. Senere har USB-nøgler til en vis grad tillige udkonkurreret optiske drev. 
Fra ca. 2020 er brugen af USB-nøgler imidlertid gået på tilbagetog. Dette skyldes dels nøglernes fysiske skrøbelighed, hvor de let kan komme til at knække, især når der er monteret i bærbare computere, dels konkurrencen fra trådløse løsninger (sky-løsninger), dels sikkerhedshensyn. USB-nøglers popularitet skyldes især anvendelighed i forbindelse med datadeling, hvor en bruger overfører data fra sin egen computer til USB-nøglen, hvorefter en anden bruger overfører data fra nøglen til lageret på sin computer. Før fremkomsten af USB-nøgler i starten af 2000'erne, var disketter og senere bærbare harddiske noget nær eneste og hurtigste mulighed for almindelige computerbrugere. Men kobles der en fremmed persons USB-nøgle til en computer, kan der ved samme lejlighed porteres skadeligt materiale, såsom computervira, trojanske heste o.l. Til sikkerhedskopiering af data erstattes USB-nøgler i stigende grad enten af løsninger med tilkoblede (tit over USB-portene) fysiske harddiske (primært SATE, ATE, SCSI) eller af løsninger i skyen (cloudcomputing), hvor data overføres, almindeligvis via Wi-Fi til eksterne servere. 